# 吉田千秋 (写真家)
吉田 千秋（よしだ ちあき、男性、1918年11月27日 - 2007年1月30日）は、主として歌舞伎の舞台写真を扱った写真家。
兵庫県出身。1938年木村伊兵衛に師事。新聞社勤務を経て1950年、松竹の永山武臣（のち社長）との出会いをきっかけに歌舞伎の写真を撮り始め、1951年の歌舞伎座再開場後は、毎月の舞台写真の撮影、歌舞伎座の筋書編集にも携わった。

## 著書
- 戸板康二『歌舞伎』保育社 カラーブックス 1965
- 河竹登志夫『歌舞伎のいのち』淡交社 1969
- 戸板康二『百人の舞台俳優』淡交社 1969
- 『市川団十郎』前田青邨等文 吉田,後藤重弘,梅村豊写真 淡交社 1970
- 戸板康二『カラー歌舞伎の魅力』淡交社 1973
- 戸板康二『女形』駸々堂出版 駸々堂ユニコンカラー双書 1975
- 『歌舞伎のみかた』保育社 カラーブックス 1977
- 『歌舞伎役者の世界 吉田千秋写真集』日本放送出版協会 1979
- 戸板康二『写真歌舞伎歳時記 春夏/秋冬』講談社文庫 1980-81
- 野口達二『歌舞伎再見』岩波グラフィックス 1983
- 『写真忠臣蔵』保育社 カラーブックス 1983
- 『上方の女形と近松 中村扇雀写真集』向陽書房 1984
- 津田類『女方 歌舞伎のヒロインたち』朝日新聞社 1988
- 『歌舞伎いろは絵草紙 ヴィジュアル版』講談社 1991
- 『山川静夫の歌舞伎十八選 これだけは見てほしい平成の歌舞伎』講談社カルチャーブックス 1991
- 金森和子『歌舞伎ファッション』朝日新聞社 1993
- 『歌舞伎座 吉田千秋写真集 歌舞伎四百年記念』朝日新聞社 2003